# Epidemia (album)
 (janvier 2018).
Albums de Ill Niño
Dead New World
(2010) Till Death, La Familia
(2014)
Singles
1. The Depression
Sortie : 25 septembre 2012
2. Forgive Me Father
Sortie : 2013

Epidemia est le sixième album studio du groupe de nu et latin metal américain Ill Niño, sorti en octobre 2012.
Dans le mois qui suit sa parution, l'album atteint la 20e place du classement américain Billboard Hard Rock Albums.

## Liste des titres
| 1.    | The Depression                                       | 3:45 |
| 2.    | Only the Unloved                                     | 3:40 |
| 3.    | La Epidemia (feat. Frankie Palmeri du groupe Emmure) | 3:10 |
| 4.    | Eva                                                  | 4:13 |
| 5.    | Demi-God                                             | 3:18 |
| 6.    | Death Wants More                                     | 3:36 |
| 7.    | Escape                                               | 3:34 |
| 8.    | Time Won't Save You                                  | 4:50 |
| 9.    | Forgive Me Father...                                 | 3:29 |
| 10.   | Invisible People                                     | 3:59 |
| 37:34 |                                                      |      |

## Membres du groupe
- Cristian Machado : chant
- Lazaro Pina : basse
- Ahrue Luster : guitare solo
- Diego Verduzco : guitare rythmique
- Dave Chavarri : batterie
- Danny Couto : percussions